# GHM (entreprise)
Pour les articles homonymes, voir GHM.
GHM est l'acronyme de Générale d'hydraulique et de mécanique (anciennement SICV) est une entreprise française spécialisée dans le mobilier urbain et l'éclairage public.
Fondée en 1857 par Antoine Durenne, l'entreprise s'appelle d'abord « Les Fonderies Durenne » jusqu'en 1895, puis devient la « Société anonyme des établissements métallurgiques Antoine Durenne » à la mort de celui-ci. En 1931, possédant la quasi-totalité des catalogues de la région, elle devient la « SAEM Antoine Durenne et Val d'Osne », et enfin GHM depuis 1971. La GHM est classée entreprise du patrimoine vivant (EPV).

## Historique
En 1837, alors que la France est sous le régime de la monarchie de Juillet, Louis-Philippe Ier autorise la création d'un haut fourneau pour la production de fonte dans le village de Sommevoire, sous l'impulsion de ses ministres Nicolas Martin Du Nord et Tanneguy Duchâtel. La fonte d'art connaît à cette époque son premier grand développement et la figure du réverbère s'installe en ville. En 1857, Antoine Durenne rachète la fonderie qu'il renomme Les fonderies Durenne.
À partir de 1862, Durenne commence à exposer dans les salons internationaux et les Expositions universelles en plein Âge d'or. La première exposition est celle de Londres pour l'Exposition universelle de 1862 où il montre une fontaine de 15 mètres de haut signée Jean-Baptiste-Jules Klagmann. Suivent Porto en 1865, Amsterdam en 1869 et Rome en 1870.
En 1872, la première fontaine Wallace est installée avenue Simon Bolivar puis en 1873, Durenne propose une fontaine monumentale à l'Exposition universelle de Vienne. Cette fontaine est actuellement située à Graz en Autriche.

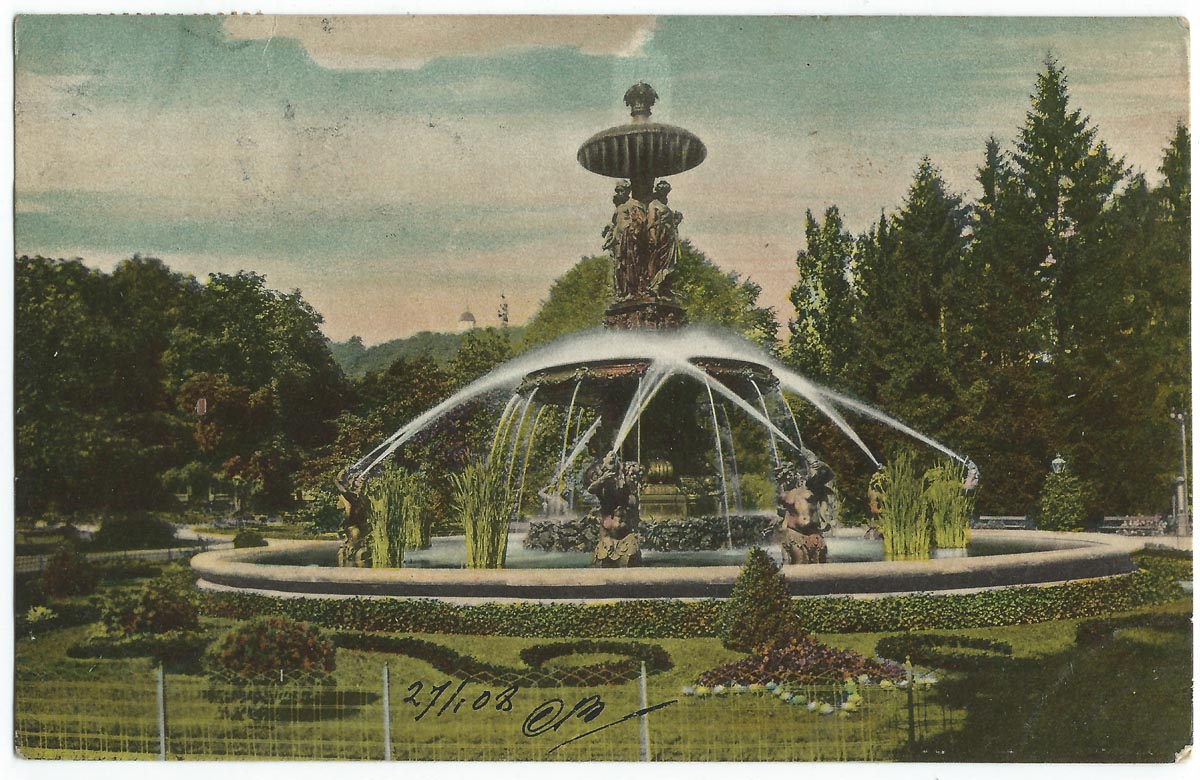
Fontaine monumentale au parc de Graz (Autriche) présentée à Vienne à l'occasion de l'Exposition universelle de 1873. Vue d'artiste au début du siècle
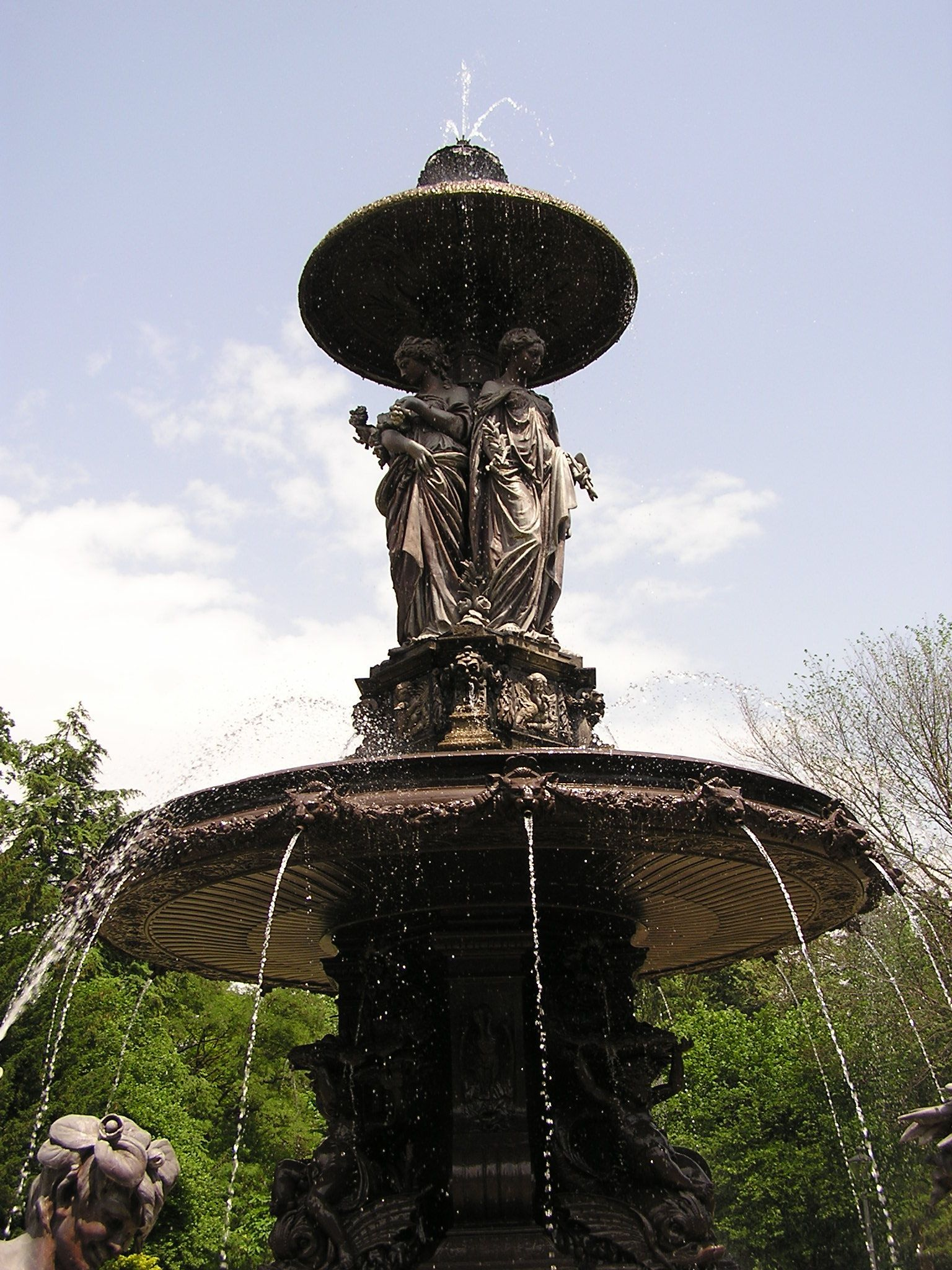
La fontaine aujourd'hui

Les projets continueront jusqu'à sa mort en 1895 où l'entreprise prend le nom de S.A.E.M Antoine Durenne (Société anonyme des établissements métallurgiques). La figure du candélabre est désormais la norme dans le paysage urbain, et la production a évolué vers la statuaire religieuse et la statuaire républicaine.

### Ère Durenne
- 1862 1ère exposition universelle par Klagmann et Choiselat. Fontaine monumentale de 15 mètres
- 1872 première fontaine Wallace avenue Simon-Bolivar
- 1873 Fontaine monumentale à l’exposition de Vienne (Autriche)
- 1876 Fontaine lumineuse de Auguste Bartholdi pour l'Exposition universelle de 1876 à Philadelphie (aujourd'hui à Washington)
- 1878 Statues animalières pour l'Exposition universelle de 1878. Ces sculptures ornent désormais le parvis du Musée d'Orsay
- 1893 Ornementation de la fontaine du Monument aux Girondins à Bordeaux
- 1895 Mort de Durenne. L'entreprise devient Société Anonyme des Etablissements Métallurgiques Antoine Durenne (S.A.E.M Antoine Durenne)
- 1895-1898 Réalisation des fontes pour le Castel Béranger de Hector Guimard[1]

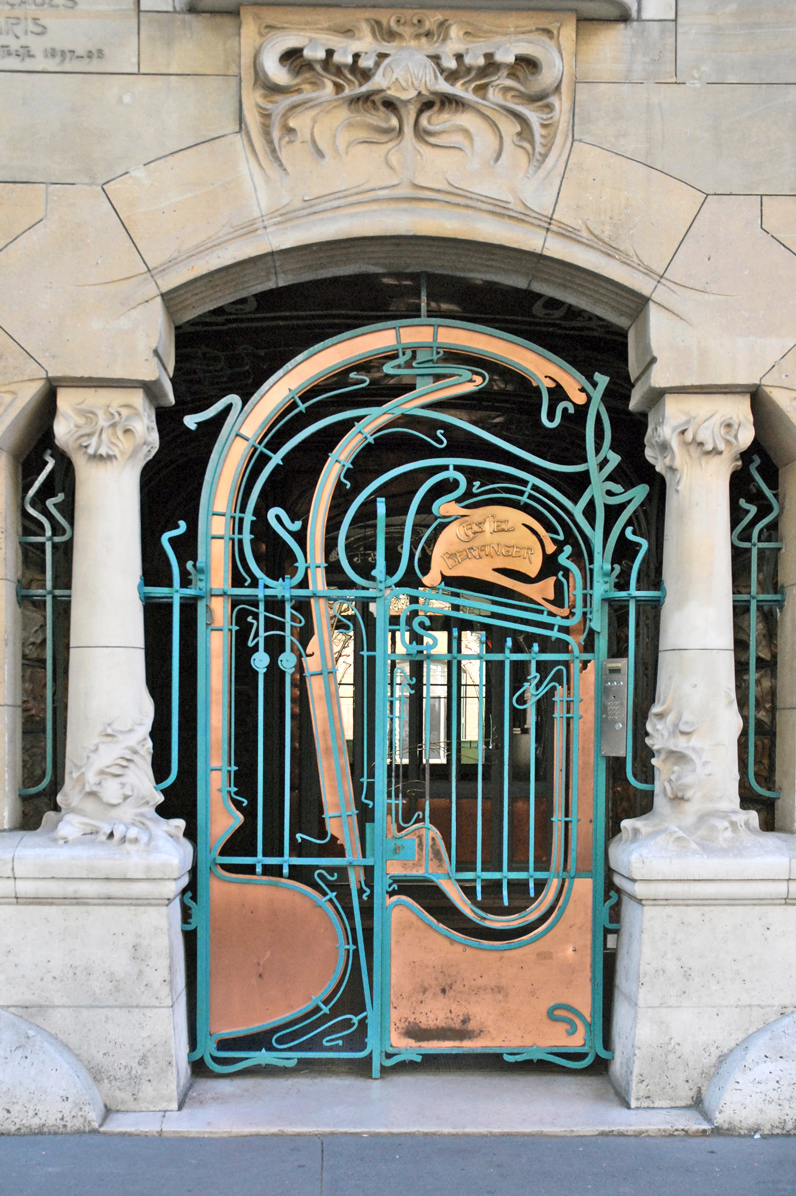
Le portail
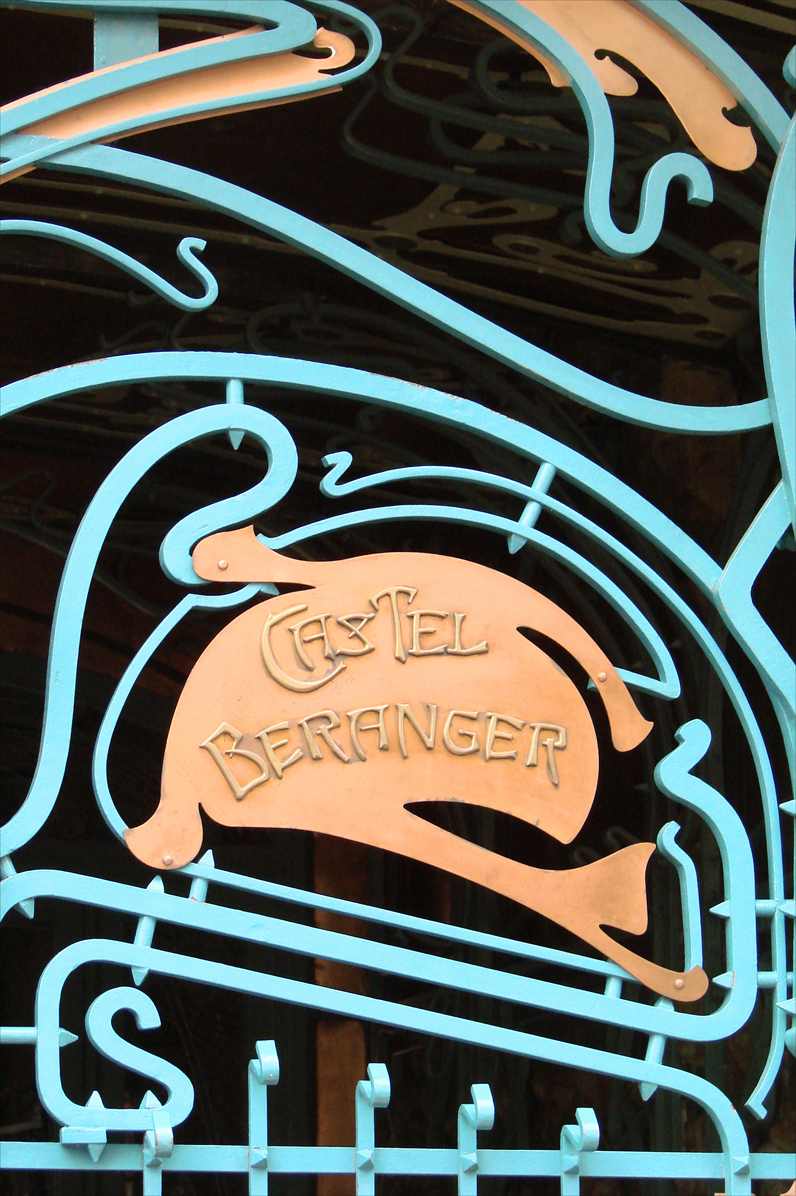
Détail du portail (plaque d'entrée)
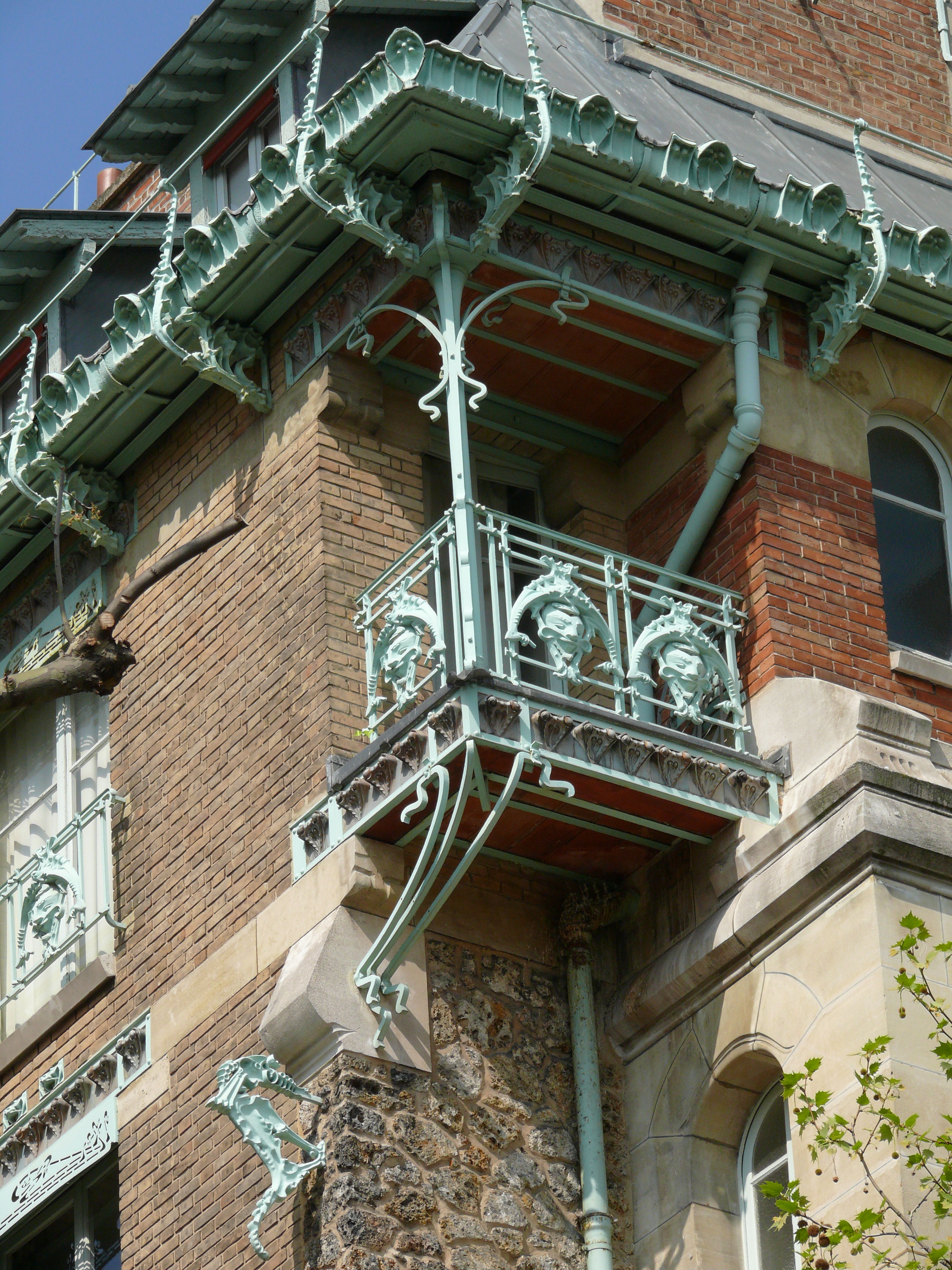
Balcon et façade
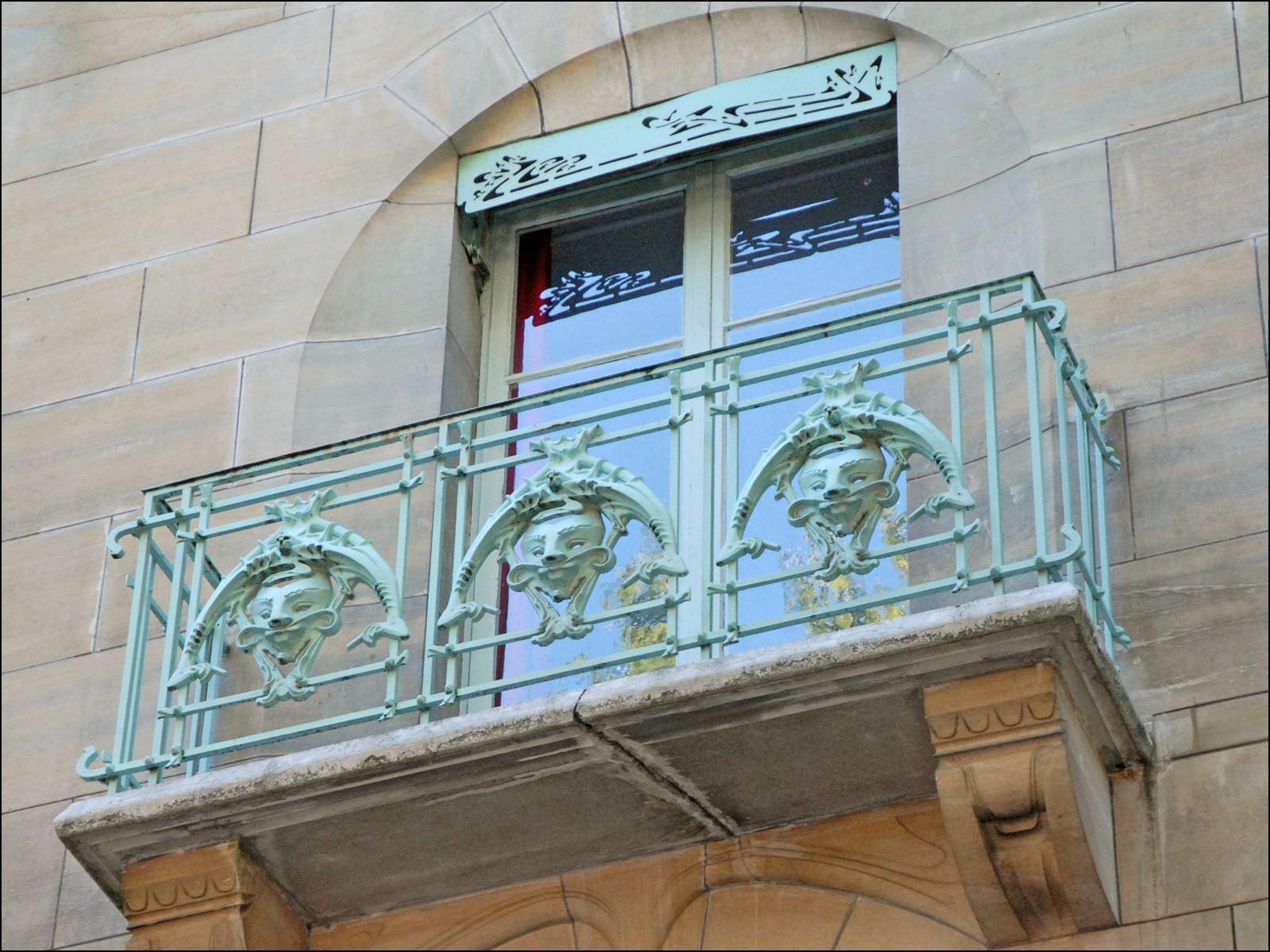
Ornement du balcon

### Après la Première Guerre Mondiale
De 1918 à 1925 l'entreprise se charge d'abord de la production des monuments aux morts, tout en assurant la production de pièces décoratives.
Mais l'activité de la fonte d'art s'essouffle et les établissements ferment les uns après les autres. D'abord parce que la technique est devenue trop coûteuse pour la collectivité, mais également pour des raisons esthétiques. Le modernisme des années 1910 et les avant-gardes comme le Bauhaus des années 1920-1930 trouvent après la deuxième guerre mondiale un écho dans la philosophie post-humaniste, l'architecture moderniste et le rejet de l'ornement qui devient la norme.
GHM se tourne donc vers l'éclairage urbain dès les années 1950. Routes, résidences, grands ensembles et réseaux ferrés nécessitent de l'éclairage public en très grande quantité. Deux gammes se mettent alors en place chez les éditeurs de mobilier urbain : l'éclairage décoratif (réverbère, candélabre) et l'éclairage fonctionnel.

### Depuis 1971: GHM
Les années 1970 voient apparaître le concept de mobilier urbain, d'abord avec les abribus de Jean-Claude Decaux qui popularise le terme. GHM reprend la fabrication d'une gamme de modèles intemporels et développe en parallèle une nouvelle gamme dite « contemporaine ». À partir de 1995, GHM s'occupe également des mâts de tramways, d'abord à Lyon, puis face au succès du tramway lyonnais dans plusieurs grandes villes qui adoptent ce système de transport (Nancy, Limoges, Orléans...).
En 2005, GHM rachète Eclatec fabricant d'éclairage public situé à Maxéville, spécialisé dans la conception et la fabrication d'éclairages et de luminaires.
Le 31 juillet 2018, la société GHM apporte sa branche autonome d'activité ayant pour objet la fonderie, l'usinage et la mécanique à la Société industrielle et commerciale de la voirie SICV. GHM prend le nom d'Agora Technologies et la SICV prend le nom de GHM. Le groupe Agora continue à assurer la fabrication des fontaines Wallace, des fontaines de la ville de Paris, de la base en fonte des colonnes Morris et des édicules Guimard.

## Description
Dans son usine de Sommevoire (Haute-Marne), GHM fabrique des matériels d’éclairage public et de mobilier urbain. GHM conçoit et produit aussi des mâts supports de ligne en fonte, destinés à l’alimentation des trolleybus, tramways et lignes de chemin de fer.
Dès son origine, l’entreprise a été impliquée pour des réalisations de prestige en France et dans de nombreuses capitales à travers le monde (éclairage des Champs-Élysées, pont Alexandre-III, entrées de métro Guimard…). Au-delà de ces réalisations classiques, elle produit des collections de candélabres en fonte, aluminium et acier et de mobilier urbain.

## Réalisations

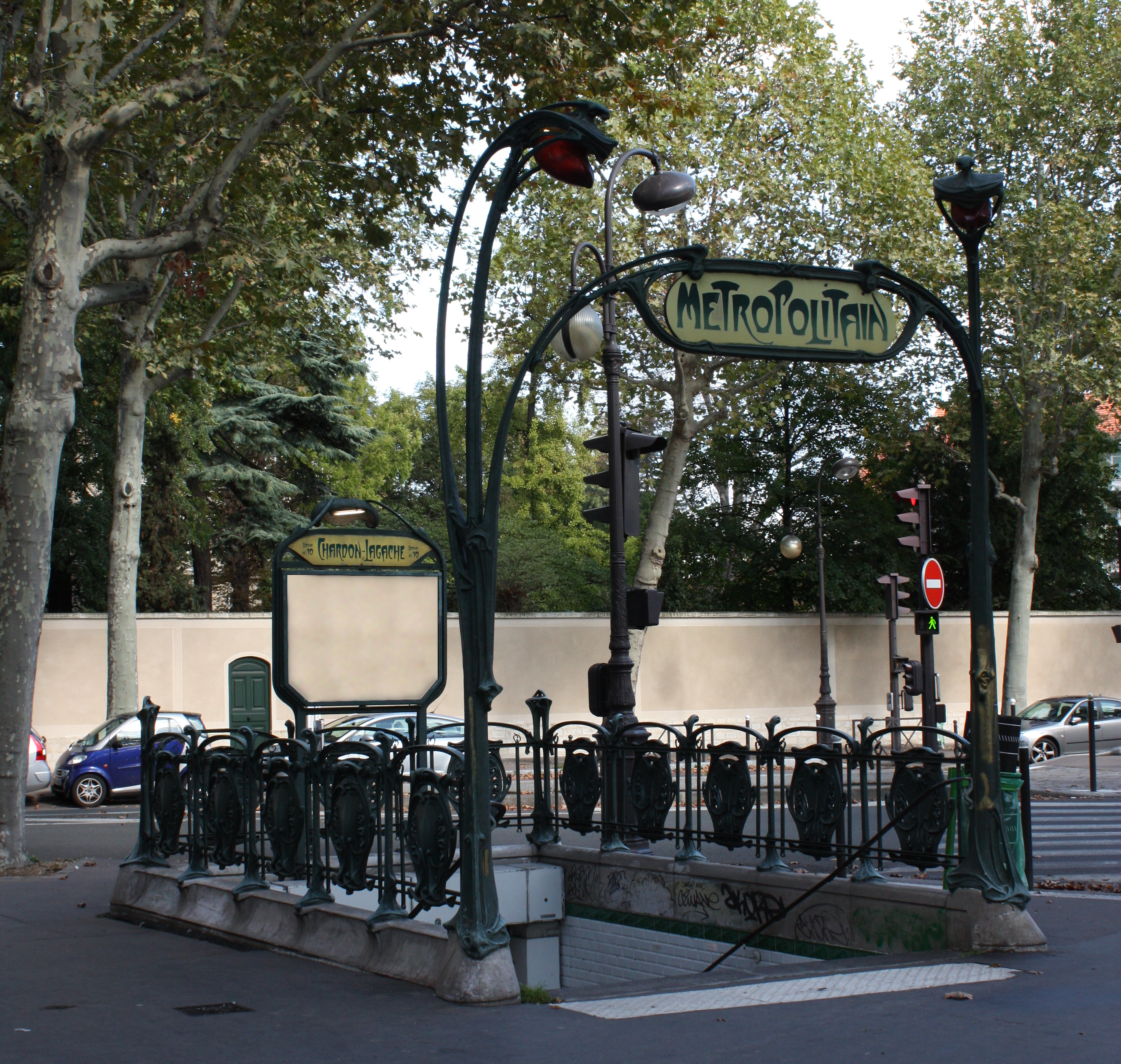
Édicule Guimard (station Chardon-Lagache)
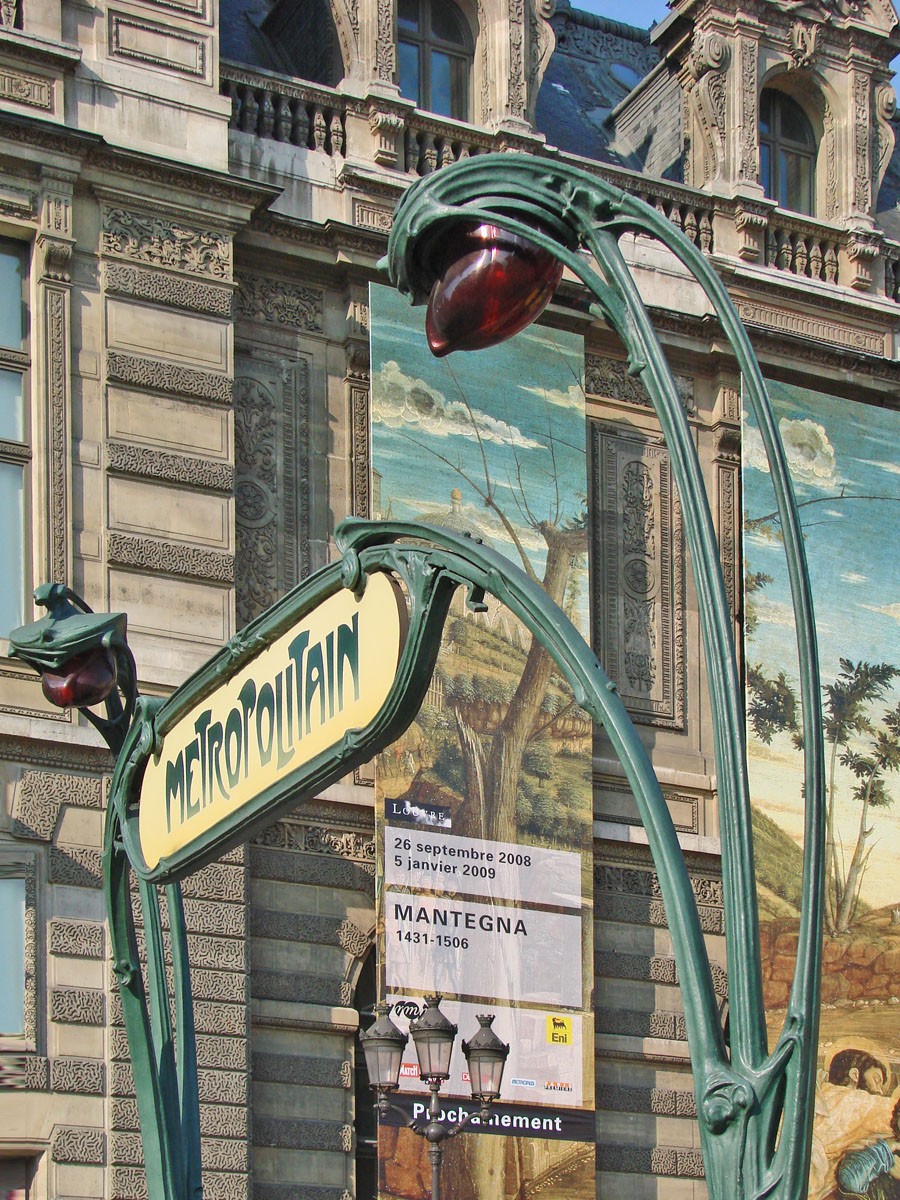
Détail de l'entourage à la station Palais-Royal
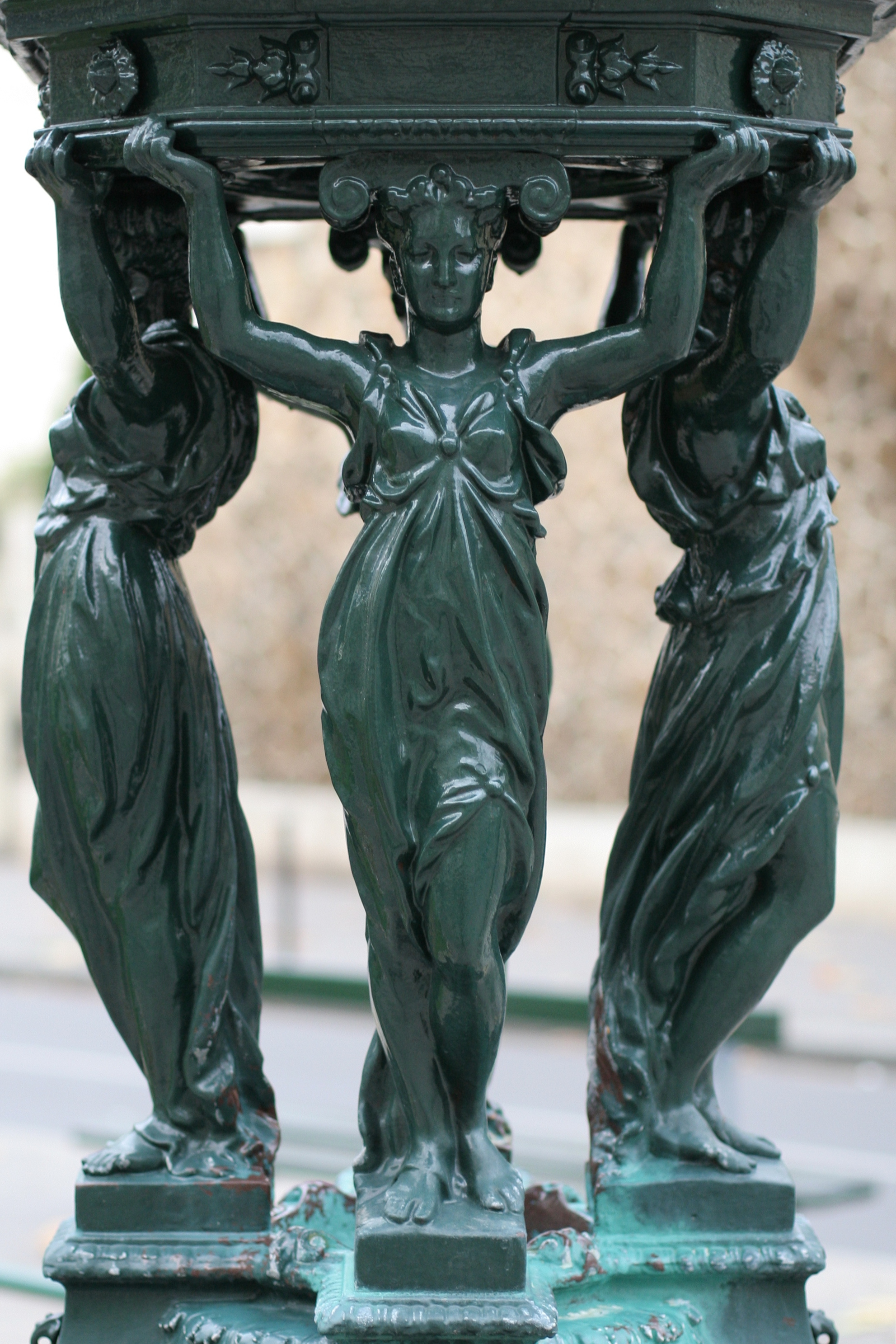
Fontaine Wallace (détail)
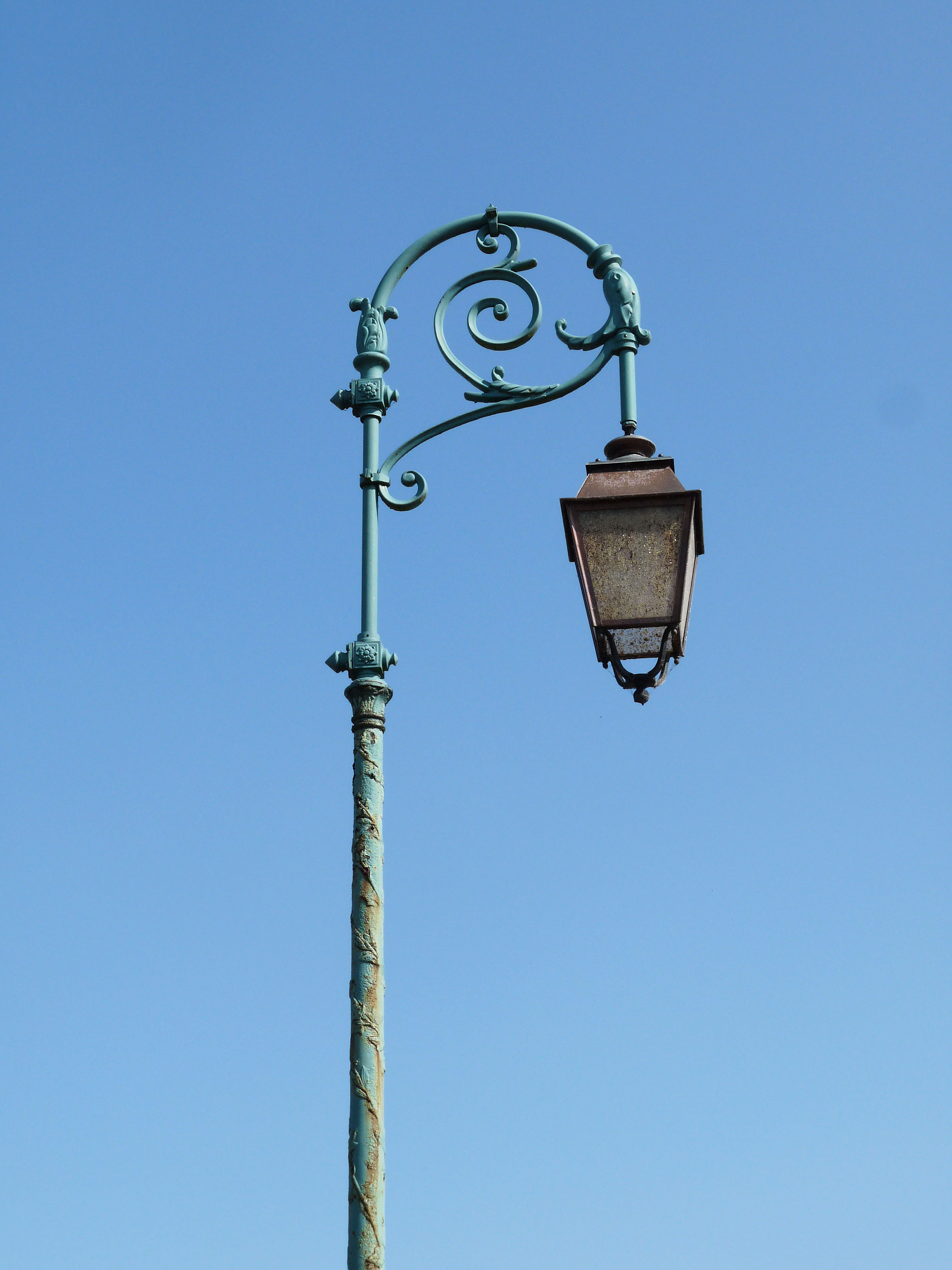
Lampadaire Art nouveau
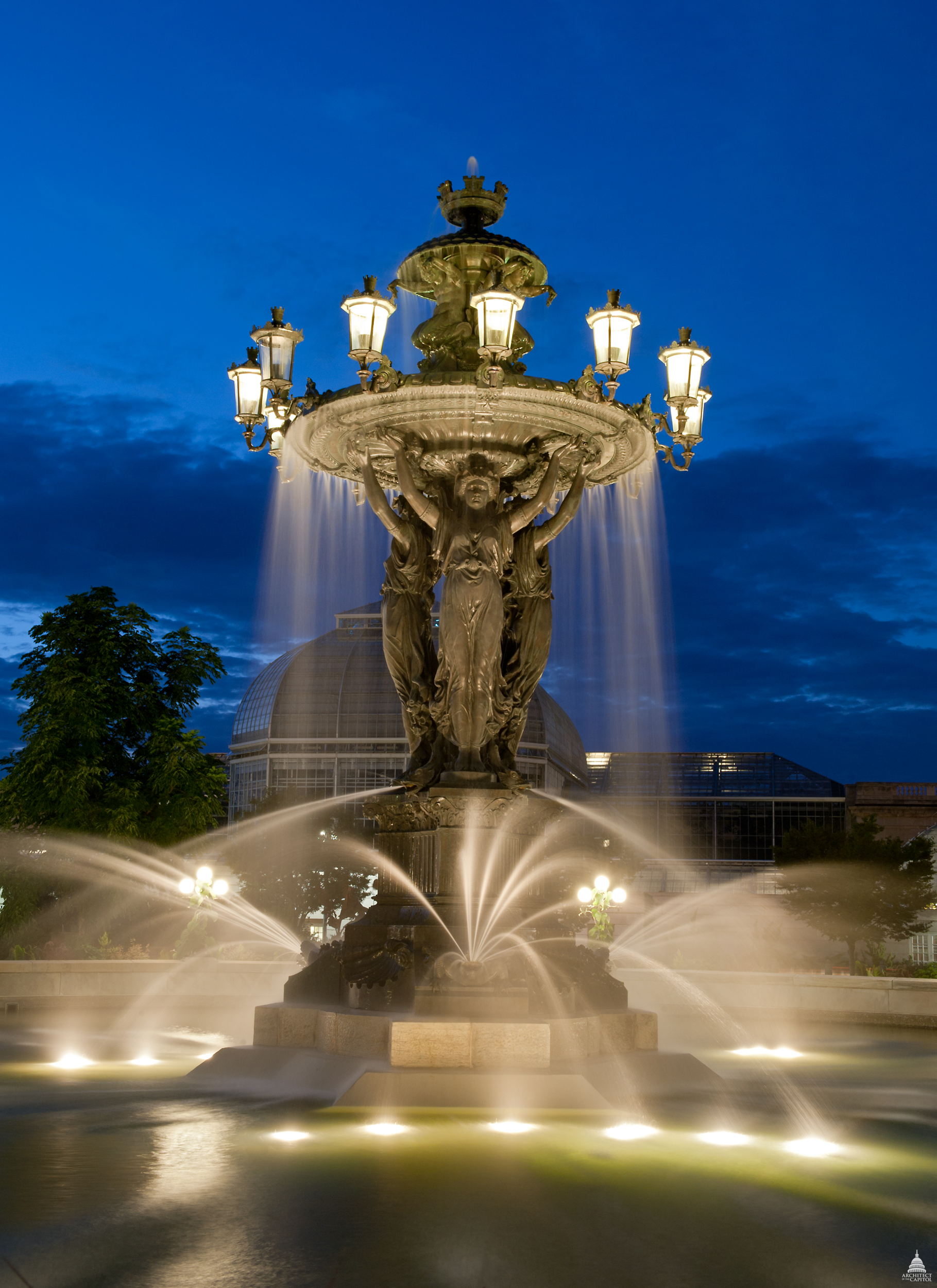
Fontaine Bartholdi de Washington
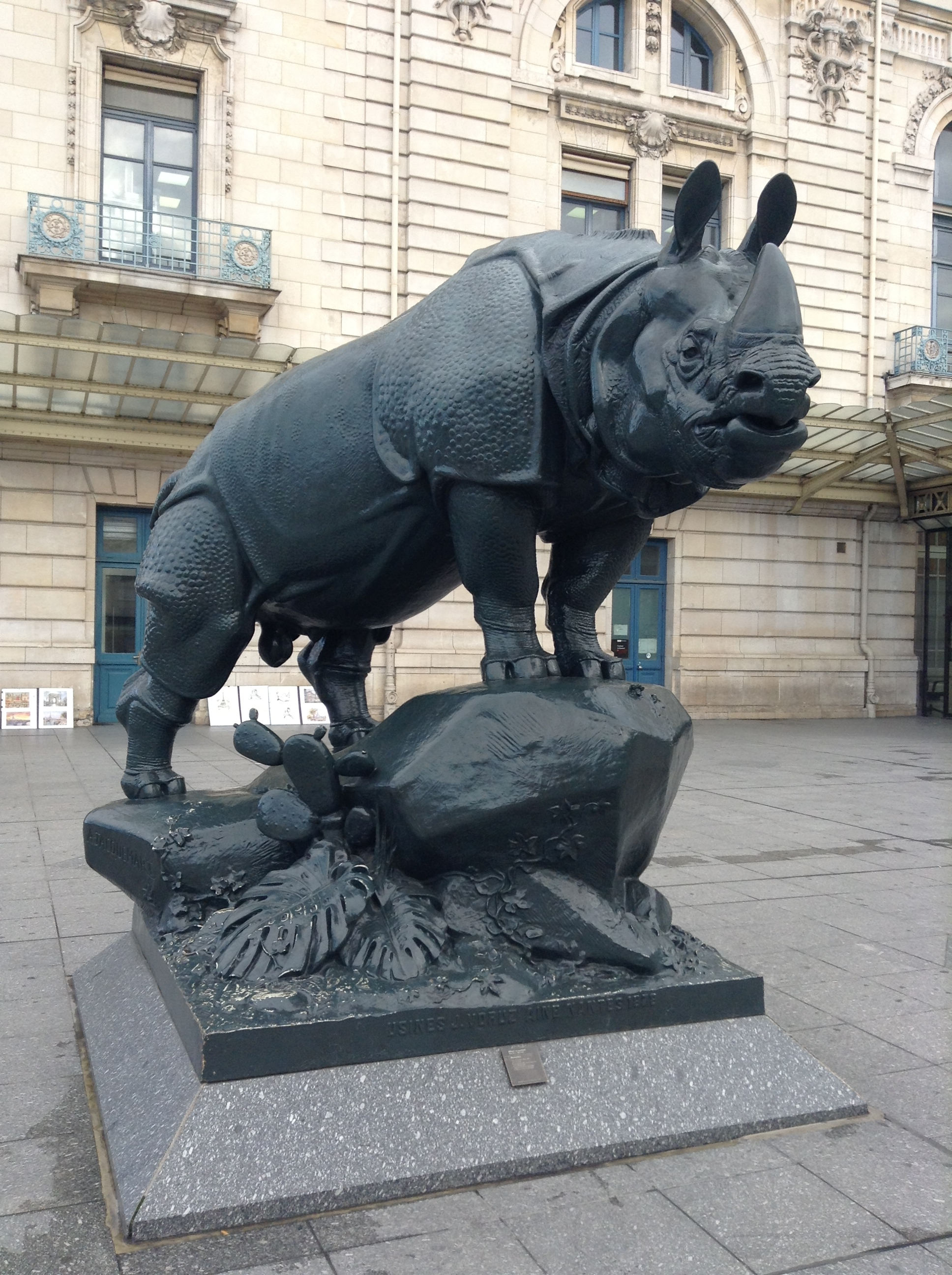
Rhinocéros de Alfred Jacquemart (parvis du musée d'Orsay)
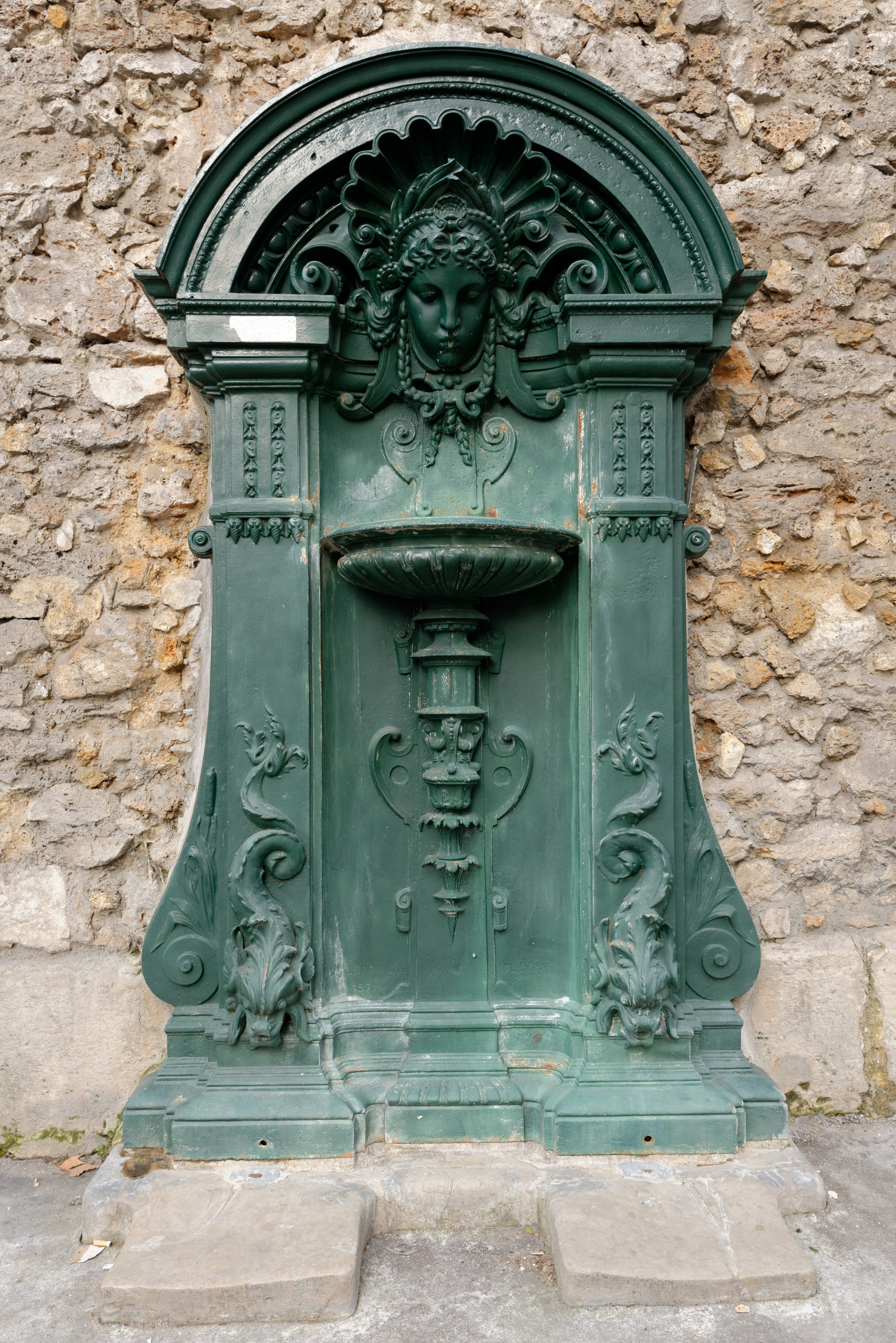
Fontaine de la ville de Paris
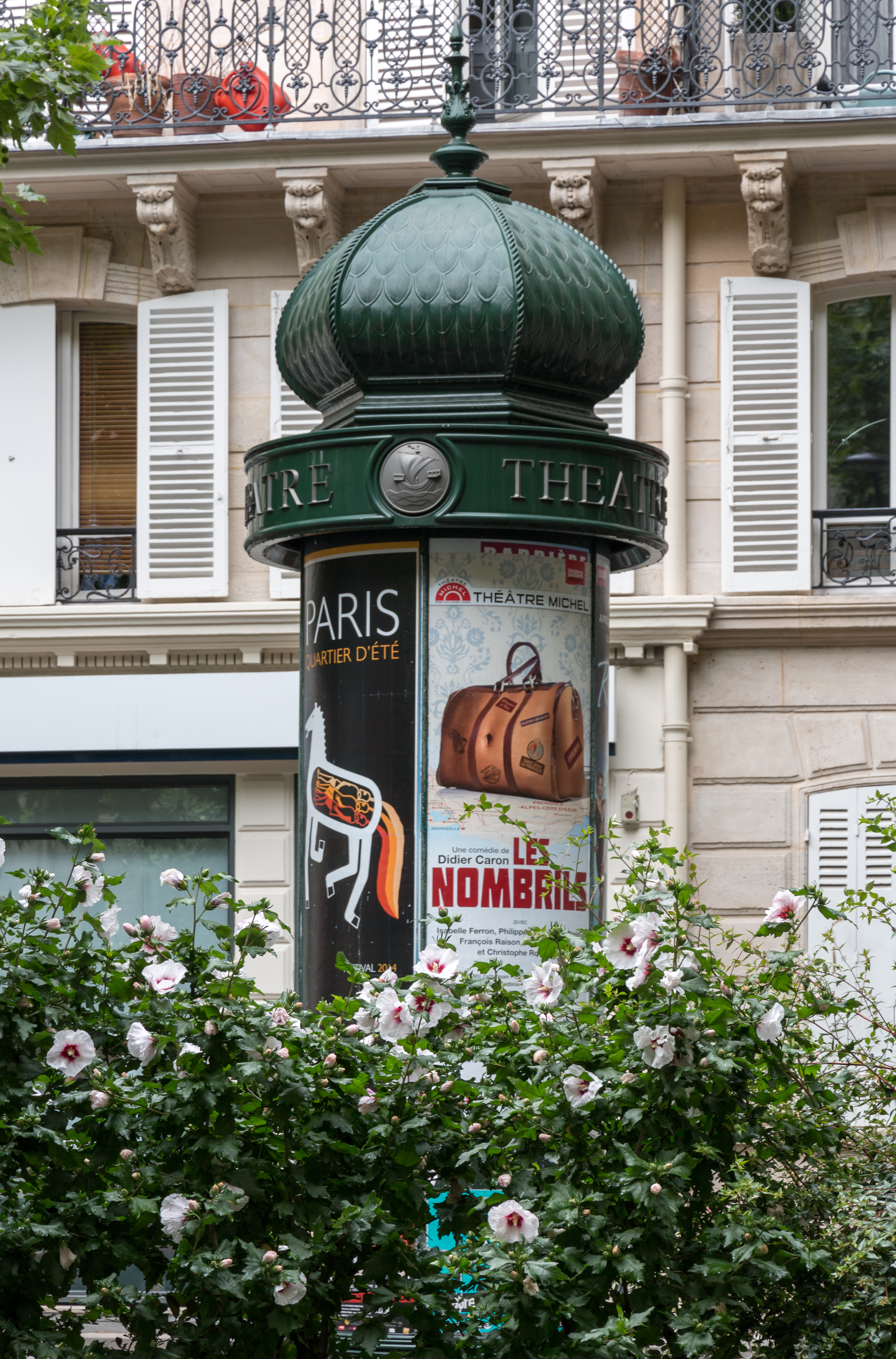
Colonne Morris contemporaine (réalisation de la base en fonte)
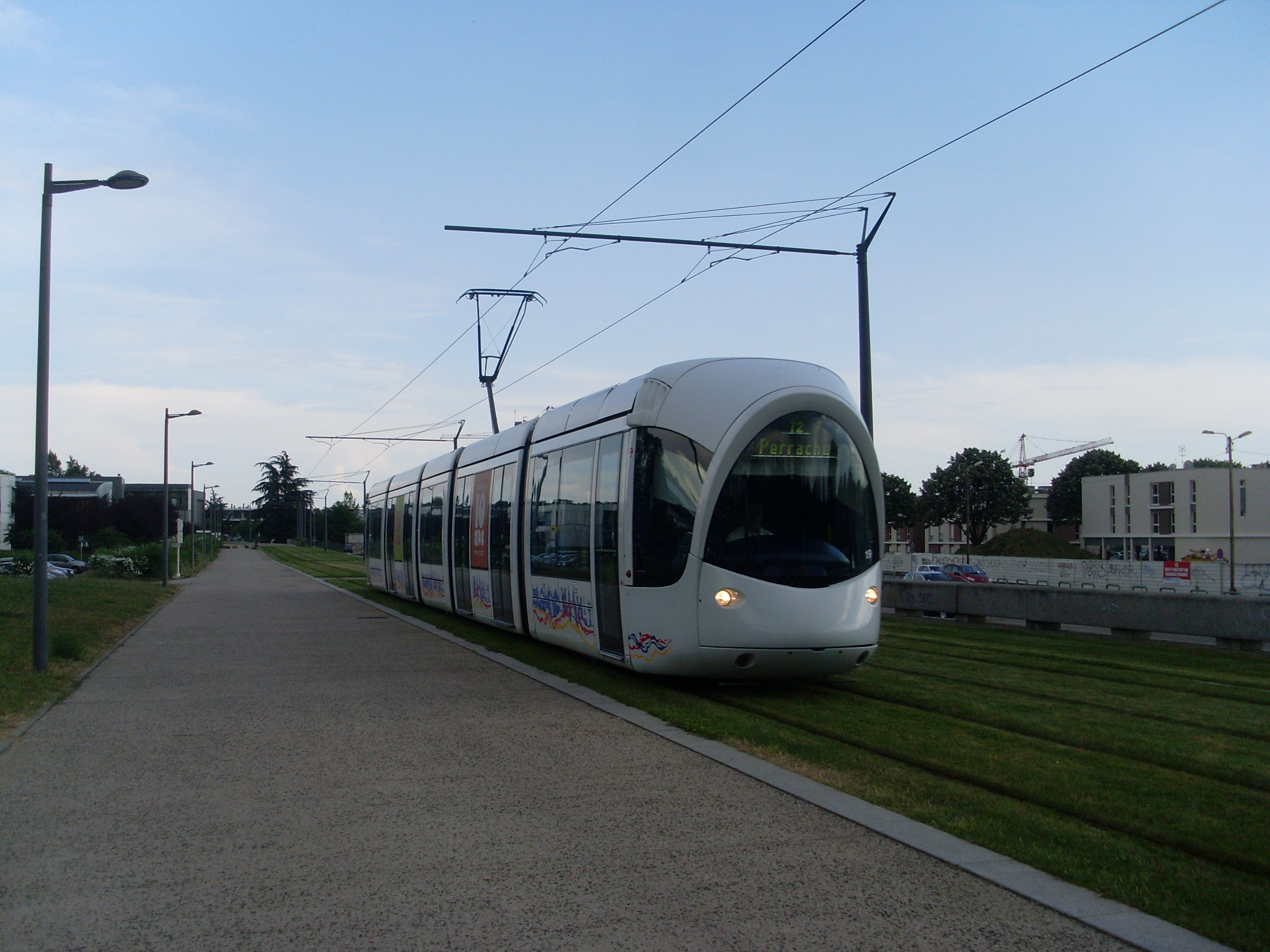
Tramway à Lyon
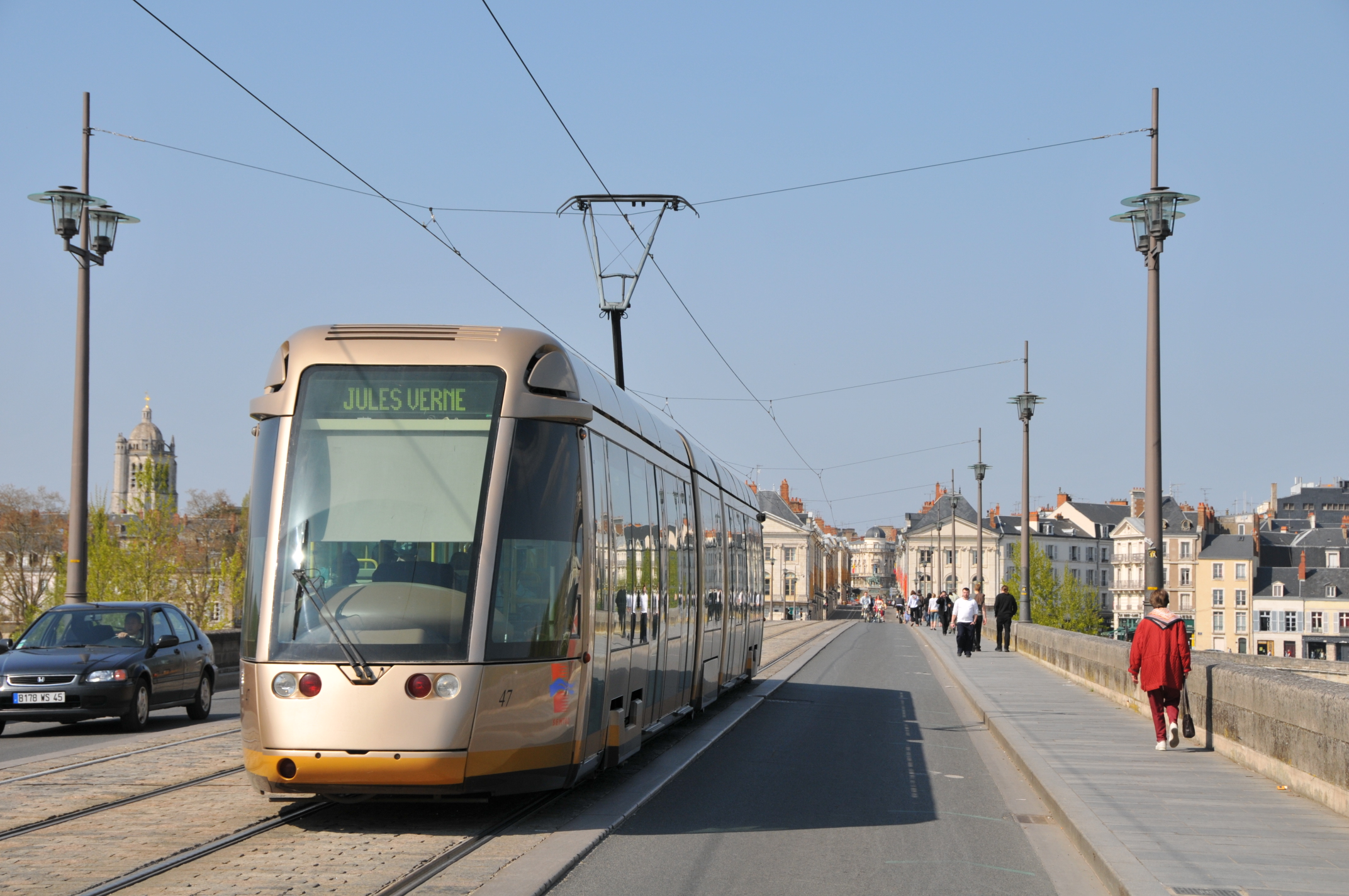
Tramway à Orléans
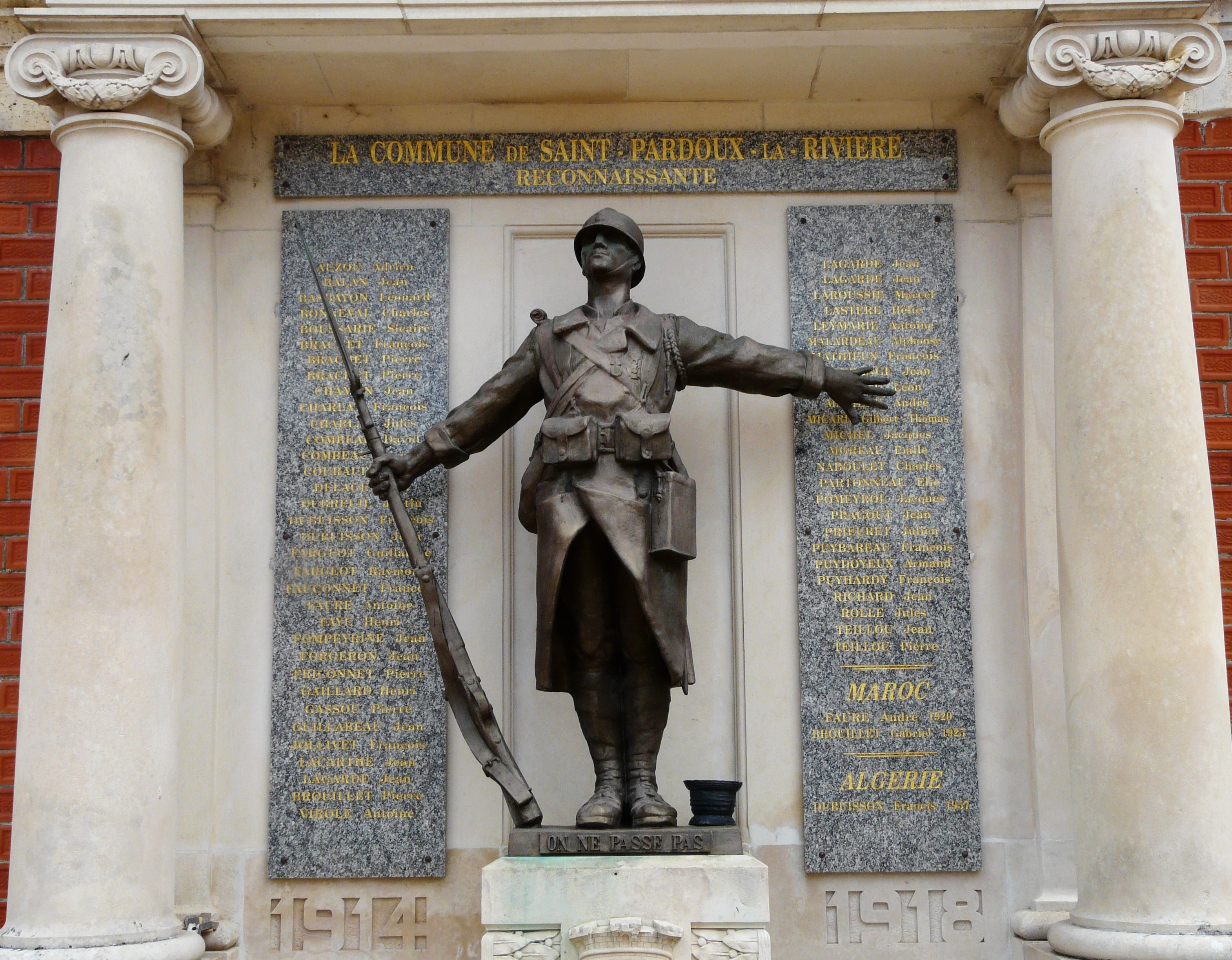
On ne passe pas (d) d'Eugène Piron.
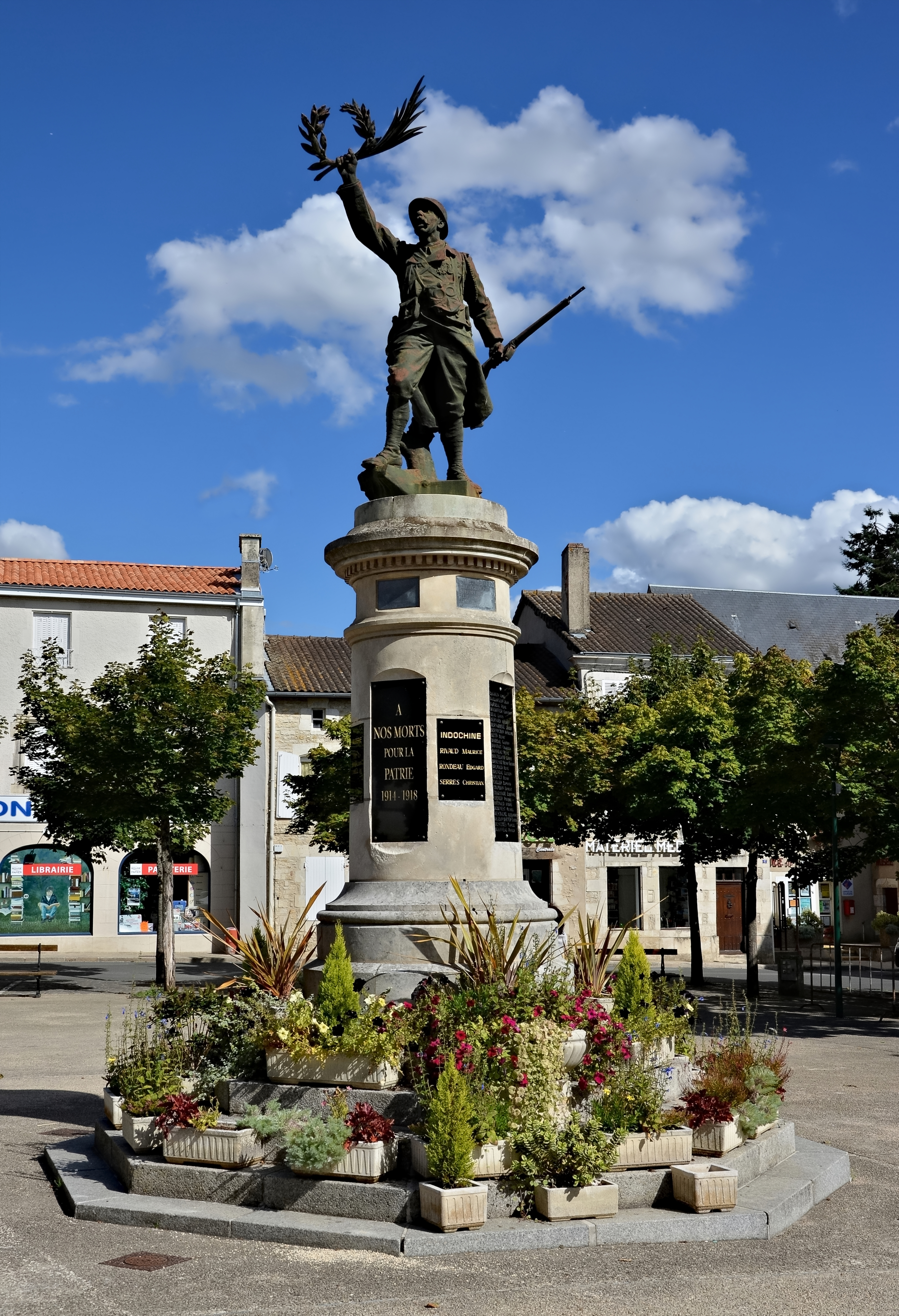
Le Poilu victorieux d'Eugène Bénet.